# NGC 4598
NGC 4598 (другие обозначения — UGC 7829, MCG 2-32-171, ZWG 70.207, VCC 1827, PGC 42427) — линзообразная галактика с перемычкой (классификация по Хабблу SB0). Находится в созвездии Девы на расстоянии 19,5 Мпк. Открыта Уильямом Гершелем 15 апреля 1784 года.
Этот объект входит в число перечисленных в оригинальной редакции «Нового общего каталога».
На изображении DSS видна линзообразная галактика с перемычкой, у которой есть маленькое яркое ядро. Перемычка, прямая при выходе из ядра, начинает изгибаться на концах. Весь объект погружён в тусклую, широкую внешнюю оболочку. Визуально при наблюдении в любительский телескоп галактика представляется довольно слабой: она выглядит как туманное световое пятно, которое слегка вытянуто с севера на юг, с широким и ярким центральным регионом. Края плохо определяются. Радиальная скорость: 1900 км/с. Расстояние: 85 млн световых лет. Диаметр: 37 тыс. световых лет.